# كيث نيومان (لاعب كرة قدم أمريكية)
كيث نيومان (بالإنجليزية: Keith Newman)‏ هو لاعب كرة قدم أمريكية أمريكي، ولد في 19 يناير 1977 في تامبا في الولايات المتحدة.

## وصلات خارجية
- كيث نيومان على موقع مرجع كرة القدم المحترفة.كوم (الإنجليزية)